# Toreby-Grænge Boldklub
Toreby-Grænge Boldklub (TGB) er en fodboldklub på Lolland.

## Historie
Klubben blev stiftet i 1923 og fik navnet B 1923 af Grænge og Omegn.
Hurtigt kom spillere til fra hele området, men især unge fra Toreby mødte op, og allerede året efter, den 20. februar 1924, ændredes navnet til Thoreby-Grænge Boldklub – i dag Toreby-Grænge Boldklub. I 1933 rykkede klubben ind på Grænge Stadion, som klubben selv købte, og også et klubhus blev bygget.
I 1934 vandt klubben pokalturneringen på Lolland-Falster og i 1938 rykkede de op i Mesterrækken, hvilken klubbens bedste hold i sæsonen 1940-1941 vandt, hvorved oprykning til danmarksturneringens kreds II var en realitet. Landsbyklubben skabte mange overskrifter, da det blev betegnet som en sensation, at holdet nu skulle spille i den bedste række i Danmark.
I de efterfølgende år etablerer klubben sig som en af de bedste på Lolland-Falster, flere medlemmer kom til, og der arbejdedes i det daglige på forbedringer på baner, klubhus mm.
TGB vinder igen den bedste række på Lolland-Falster i 1966 og rykker op i Danmarksserien, hvor klubben får en enkelt sæson. I starten af 1970'erne spilledes kampene nu ved siden af Toreby-hallen og det er på dette område, at TGB's nuværende klubhus blev indviet i 1975. I 1972 oprettedes der et damehold i klubben. I 1997 blev TGB udnævnt til årets klub[kilde mangler]. I 1998 holdt klubben 75 års jubilæum, hvor Brøndbys superliga hold kom på besøg for at spille mod TGB.